# 18-й саммит G7
18-й саммит «Большой семёрки» (G7) — международная встреча на высшем уровне, проходившая с 6 по 8 июля 1992 года в Мюнхене, Германия. Местом проведения встреч была Мюнхенская резиденция в центре города.

## Участники
Саммит 1992 стал первым саммитом премьер-министра Италии Джулиано Амато и премьер-министра Японии Киити Миядзавы. Также это был последний саммит премьер-министра Канады Брайана Малруни и президента США Джорджа Буша-старшего.
| Страна           | Представитель      | Должность                        |
| Канада           | Брайан Малруни     | Премьер-министр                  |
| Франция          | Франсуа Миттеран   | Президент                        |
| Германия         | Гельмут Коль       | Канцлер                          |
| Италия           | Джулиано Амато     | Премьер-министр                  |
| Япония           | Китти Миядзава     | Премьер-министр                  |
| Великобритания   | Джон Мейджор       | Премьер-министр                  |
| США              | Джордж Буш-старший | Президент                        |
| Европейский союз | Жак Делор          | Председатель Еврокомиссии        |
| Европейский союз | Джон Мейджор       | Председатель Европейского совета |

- Премьер-министр Канады Брайан Малруни
- Президент Франции Франсуа Миттеран
- Федеральный канцлер Германии Гельмут Коль
- Премьер-министр Италии Джулиано Амато
- Премьер-министр Японии Киита Миядзава
- Премьер-министр Великобритании и Председатель Европейской комиссии Джон Мейджор
- 41-й Президент США Джордж Буш-старший
- Председатель Европейского совета  Жак Делор

## Темы саммита
Саммит был задуман как место для урегулирования разногласий между его членами. В практическом плане саммит также задумывался как возможность для его участников оказать друг другу взаимную поддержку перед лицом сложных экономических решений. На этом саммите обсуждались следующие вопросы:
- Мировая Экономика
- Саммит Организации Объединённых Наций по окружающей среде и развитию (ЮНСЕД)
- Развивающиеся страны
- Центральная и Восточная Европа
- Новые независимые государства бывшего Советского Союза
- Безопасность атомных электростанций в новых независимых государствах бывшего Советского Союза и в Центральной и Восточной Европе